# USSR (dokumentarserie)
USSR er en dansk dokumentarserie i tre afsnit fra 1966 om Sovjetunionen (USSR) med instruktion og manuskript af Tørk Haxthausen.

## Afsnit
Obs! Afsnittene er oplistet i alfabetisk rækkefølge. Tilføj gerne afsnitsnumre og første sendedage.
| # | Titel                                     | Første sendedag |
| --- | ----------------------------------------- | --------------- |
| 1 | "USSR I - geografi og klima"              |                 |
| Oversigtsfilm, hvor overfladeforhold og klimatiske forhold ses som baggrund for forståelsen af de erhvervs-geografiske forhold.                                      |                                           |                 |
| 2 | "USSR II - et kollektivbrug i Uzbekistan" |                 |
| Formanden i landsby nr. 5 i kollektivbruget Kysyl Uzbekistand beskriver idéen bag kollektivet.                                                                       |                                           |                 |
| 3 | "USSR III - en ny by i Sibirien"          |                 |
| Nina Muravjof beretter om, hvorfor hun for 12 år siden sammen med sin mand deltog i bygningen af en af de nye byer i Sibirien. Og som livet former sig, 12 år efter. |                                           |                 |